# Розвадовський В'ячеслав Костянтинович
В'ячесла́в Костянти́нович Розвадо́вський (12 вересня 1875, Одеса — 18 січня 1943, Ташкент) — видатний український художник, педагог, популяризатор народного мистецтва.

## Життєпис
Народився В'ячеслав Розвадовський в Одесі 12 вересня 1875 року в родині службовців-залізничників. Але своє життя пов'язав з мистецтвом. 
1890 - 1894 — навчання в Одеській рисувальній школі. Студіював у Вищому художньому училищі при Академії мистецтв у Петербурзі (1895—1897), там само закінчив педагогічні курси (1899). 1900 року закінчив Петербурзьку академію мистецтв по класу живопису та пейзажу професора Архипа Куїнджі. 
Перший успіх картина В. Розвадовського «На Україні» здобула перемогу на творчому конкурсі Академії мистецтв; тоді він отримав звання художника, чин 10-го класу при вступі на державну службу, а також право викладати малювання в навчальних закладах. Закінчивши навчання, молодий художник багато малює, бере участь у багатьох виставках, публікується у мистецьких журналах.
У 1904–1906 роках митець організував перші українські пересувні мистецькі виставки по Херсонській, Полтавській, Харківській, Чернігівській, Київській і Подільській губерніях, Бессарабії - з каталогом українською мовою. У ході цих заходів В’ячеслав читав лекції з мистецтвознавства. Загалом на виставках експонували 285 творів 74 художників, серед них: Куїнджі, Рєпіна, Кустодієва, Реріха, братів Маковських, Болдирєва, твори з фондів Ермітажу, київських збірок. 
1905—1908 рр. В'ячеслав Розвадовський заснував та очолював художньо-промислову школу в Кам'янці-Подільському - мистецьку школу з українською (частково) мовою навчання для дітей із незаможних сімей, а також інтернат при ній. За два роки школа налагодила випуск подільської художньої кераміки.
В’ячеслав Розвадовський був одним із ініціаторів встановлення в Києві пам’ятника Тарасові Шевченку, збирав на це кошти. Розвадовського гаряче підтримав російський художник українського походження Ілля Рєпін. 22 квітня 1908 року він писав Розвадовському в Кам’янець-Подільський: «Зразу ж після одержання Вашого листа про збирання коштів на пам’ятник Шевченкові я намалював «Прометея» аквареллю на текст із «Кавказу» і вислав на Ваше ім’я».
Політичні погляди В. Розвадовського й впровадження ним у класах народної тематики призвели до непорозумінь із губернським керівництвом. Це стало причиною відміни субсидій на школу від Петербурзької Академії мистецтв. 15 грудня 1908 року його усунули від керівництва, класи закрили, а сам митець разом із дружиною Романою і маленькою донькою змушений був покинути Кам’янець-Подільський.
У 1908-1911 рр. В’ячеслав Розвадовський проживав у Коломиї, у будинку свого тестя В. Дудкевича на сучасній вулиці Валовій, 15. Тут він писав картини, фотографував, збирав вироби домашнього вжитку.
Глибокі українознавчі зацікавлення спонукали Розвадовського до вивчення народного мистецтва Гуцульщини. Художник побував у багатьох селах, вивчав побут і мистецтво гуцулів, збирав вироби домашнього промислу. Тут він створив низку пейзажів, серед яких: «Весна у горах Карпатах», «Бузкові сутінки. Карпати», а також портрети — «Килимарка Марія. Косів», «Гуцул з Брустур», «Молода полонянка», «Лірник», «Гуцулка на плоті» тощо. Згодом його твори на гуцульську тематику експонували на виставках в Україні та Росії. Був знайомий з багатьма народними майстрами гуцульського краю, зокрема з відомими різьбярами Василем Шкрібляком та Іваном Семенюком.
У 1911—1912 роках — учасник Всеросійського з'їзду художників у Петербурзі, організатор художньо-промислового відділу і виставки творів народного мистецтва Гуцульщини. Тоді ж отримує призначення на посаду викладача в Ташкентському Алексєєвському комерційному училищі. Скерування на роботу викладачем малювання в Ташкент у 1912 році насправді було висланням. Все подальше життя В’ячеслав Костянтинович провів у Середній Азії, завідував кафедрою графіки Середньоазіатського індустріального технікуму. 1939 року уряд радянського Узбекистану надав йому звання Героя праці. 
Але ці заслуги не стали охоронною грамотою для митця. Розвадовський був заарештований 4 квітня 1942 року за сфабрикованим звинуваченням в антирадянській діяльності. 
18 січня 1943 року художник помер від серцевого нападу під час проведення слідства. 
У 1958 році був реабілітований посмертно за недостатністю зібраних доказів.

### Доробок
В'ячеслав Розвадовський залишив по собі надзвичайно багату творчу спадщину. В Україні він створив понад сотню багатожанрових полотен. Частину творів художника зберігають у музеях України, зокрема в Кам'янець-Подільському історичному музеї-заповіднику та Національному музеї народного мистецтва Гуцульщини та Покуття ім. Йосафата Кобринського в Коломиї, а також у ЦДАМЛМ (Центральний державний архів-музей літератури і мистецтва України,  у  Києві). 
Його перебування в Туркестані теж позначилося багатьма роботами, серед них — картини «Каракулівництво», «Старий туркмен».

## Вшанування пам'яті
Повернення В'ячеслава Розвадовського на свою батьківщину розпочалося з колективної виставки художників XIX—XX ст. у Львові (1962).
Ювілейна виставка творів художника відбулась у Кам'янці-Подільському з нагоди його 100-річного ювілею (1975).
1977 року персональну виставку мистця представили в Коломийському музеї народного мистецтва Гуцульщини (нині Національний музей народного мистецтва Гуцульщини та Покуття імені Йосафата Кобринського). Вона засвідчила багатогранний талант митця, для якого Коломия теж стала рідною домівкою.
Іменем В. Розвадовського названі вулиці в Камʼянці-Подільському та в Коломиї. 